# هانوي هانا
تْشِين تِي نْجُو (بالفيتنامية:، 1931 - 30 أيلول 2016م) والمعروفة أيضًا باسم تو هونغ (بالفيتنامية: Thu Hương) وكذلك هانوي هانا (بالإنجليزية: Hanoi Hannah)، هي شخصيَّة إذاعيّة فيتنامية، أكثر ما اشتهرت به هو نشاطها خلال حرب فيتنام، حيث كانت تقدِّم بثًّا باللغة الإنجليزية عبر أثير دولة شمال فيتنام، وكان ذلك البثّ موجهًا خصيصًا للجنود الأمريكيين المشاركين في الحرب.

## بداية حياتها
وَلِدَت نْجُو في مدينة هانوي الفيتنامية عام 1931م. وكان والدها هو تشين دين كين (Trịnh Định Kính)، رجل أعمال ناجح كان قد امتلك أكبر مصنع زجاج في الهند الصينية الفرنسية. وصرَّحَت نْجو في وقت لاحق أنها كانت مُتَلَهِّفَة لتعلُّم اللغة الإنجليزية في صِغَرِهَا، كي تستطيع مشاهدة أفلامها المفضلة -مثل فيلم ذهب مع الريح- بدون الحاجة إلى ترجمة. ووَفَّرَت لها عائلتها دروسًا خصوصية في اللغة الإنجليزية. وفي عام 1955م، وحينما بلغت نْجُو الـ24 ربيعًا، اشتركت في إذاعة صوت فيتنام -وهي الإذاعة الوطنية في البلاد- واخْتِيرَت لتقديم النسخة الإنجليزية من نشرة الأخبار والتي كانت موجهةً للمُسْتَمِعِين في الدول الآسيوية التي يتحدث سكانها الإنجليزية. وكان الصحفي الأسترالي ويلفريد بروتشيت أحد معلمِي وموجِّهي نْجو. في تلك الفترة، اختارت لنفسها اسم «تو هونغ»، والذي يعني «عبير الخريف»، باعتباره اسمًا أسهل في النطق وأقصر بالنسبة لمستمعيها غير الفيتناميين.

## حياتها المهنية
خلال الحرب الفيتنامية، ذاع صيت نْجُو بين الجنود الأمريكيين بسبب بثِّها السياسي عبر أثير إذاعة هانوي، فكانوا هم الذين أطلقوا عليها اسم «هانوي هانا»، حيث أن «هانا» اسم أمريكي، و«هانوي» نسبةًً لمدينة هانوي الفيتنامية. وكان جيش دولة شمال فيتنام هو الذي يكتب لها النصوص التي تُذِيعُها، والتي هَدَفَت بدورها إلى إهانة وإخافة الجنود الأمريكيين في فيتنام، وبالتالي دَفْعُهُم نحو ترْك مواقعهم العسكرية. وكانت نْجو تظهر على الإذاعة ثلاث مرات يومِيًّا، وتقرأ قائمة بأسماء الجنود الأمريكيين الجُدٌد الذين قُتِلوا أو وقعوا في الأسْر، كما كانت تعرض أغانٍ أمريكية معادية للحرب، وذلك في جهودٍ لإثارة مشاعر الطَّرْد من الوطن والحنين إليه في نفوس الجنود، وذلك في سبيل محاولة إقناعهم أن مشاركة الولايات المتحدة في حرب فيتنام كانت غير عادلة وغير أخلاقيّة. واستهدفت الإذاعة أيضًا سفن البحرية الأمريكية والعاملين عليها، حيث كانت نْجو تذيع أسماء أفراد طواقم السفن، وتخبرهم أنهم جميعًا في طريقهم إلى الموت. كما أنها قد تَلَقَّت رسائلًا مُسَجَّلَةً أرسلها لها مواطنون أمريكيون معارضون للحرب، وكانت هي بدورها تَبُثّ تلك الرسائل عبر أثير الإذاعة، حيث قالت لاحقًا أنها اعتقدت أن تلك الرسائل كانت أكثر تأثيرًا منهم جميعًا «باعتبار أن الأمريكيين سوف يصدقون قومهم أكثر مما يُصَدِّقُون أعدائهم».

أثارَتْ نْجُو امتعاض العسكريين والسياسيين وحتى الإعلاميين الأمريكيين. فمثلًا، في يناير من سنة 1966م، كتب توم تيدي مقالًا في جريدة اتحاد المؤسسة الصحفية في أمريكا، ظهر فيه امتعاضه لبرنامجها، حيث وَصَفَ طريقة عرضه قائلًا:
دائمًا ما تكون عروض هانا متماثلة. فبعد الأخبار تأتي فقرة إدانة تصعيد الولايات المتحدة للحرب. ثم يأتي تسجيل لِمُغَنِّيَة آسيوية تصرخ كأن أذناها تتعرضان للثقب. ثم يأتي وقت حقيبة البريد («أرسلوا لنا الحقيقة يا أصدقاء»).
وقد بدأت في إحدى المرات بثها الإذاعي قائلةً:
كيف حالك أيها الجنديّ الأمريكيّ؟ يبدو أنهم أعطوك نزرًا قليلًا من المعلومات عن مُجْرَيَات هذه الحرب القائمة، ذلك كي لا يخبروك عن السبب الحقيقي لوجودك هنا [تقصد فيتنام]. لا يوجد هناك ما هو أكثر إرباكًا من أن يؤمَر شخصٌ بدخول حرب قد تقتله أو تشوّه حياته بدون أن يمتلك أدنى فكرة عما يجري.
إن كانت هناك حالات هروب بين الجنود -ذلك إن وُجِدَت- فيُعْتَقَد أنها كانت بسبب ذلك العمل الإعلامي، وكان الجنود «يصرخون على أساليبها المخيفة». وكانوا في بعض الأحيان يندهشون عندما كانت تذكر أماكن تواجد وِحْدَاتِهِم العسكرية على الإذاعة، وتقول أسماءهم، وترحب بالسفن البحرية معطيةً إياها تفاصيلًا دقيقة عن وصولها وعن أسماء أفراد الطاقم العامل عليها. كما ظهرت أساطير مبالغ بها عن كونها تعلم كل شيء، وإشاعات تقول بأنها تستطيع تقديم مساعدات معلوماتية تبدأ بالمعارك المستقبلية للجيش شمال فيتنام وصولًا إلى حبيبات الجنود اللاتي يخونونهم في البيوت وهم غائبون. وفي الواقع، كانت الكثير من معلوماتها تأتي من الصحفيين الأمريكيين والأعمال المنشورة مثل الجريدة العسكرية الأمريكية ستارز آند سترايبس.

كان هناك اعتقاد بأن الجنود الأمريكيين في فيتنام كانوا لا يَثِقُون ولا يُصَدِّقون النَّشَرات الإخبارية التي تبثها إذاعة القوات المسلحة الأمريكية، بالتالي كانوا يستمعون لنشرات نْجو كي يتحصلوا عن معلومات تتعلق بالولايات المتحدة. واستنادًا للمراسل الحربي دون نورث:
من خلال حذف الحقيقة باستخدام الرقابة والحذف والمبالغة اتباعًا لسياسة تشبه النعام حين يدفن رأسه بالتراب، خَسِرَت إذاعة القوات المسلحة الأمريكية ثقة الكثير من الجنود الأمريكيين وذلك حينما كانوا في قمة عُزْلَتِهِم وضعفهم أمام دعاية الأعداء. لم يكن الأمر أن هانوي هانا كانت دائمًا تخبرهم بالحقيقة، هي لم تكن كذلك دائمًا. إنما كانت أكثر تأثيرًا حينما كانت تخبرهم بالحقيقة بينما كانت إذاعة القوات المسلحة الأمريكية تُرَاوِغ.
استمرَّت نْجو بالبثّ لمدة ثماني سنوات كاملة، قبل وصولها إلى نهاية بثّها سنة 1973م حينما كانت معظم القوات الأمريكية تغادر بلادها. وفي اللقاءات التي أجْرَتْها في سنينها اللاحقة، صرَّحت أنها كانت موافقة بشكل دائم على النصوص التي كانت يكتبها لها جيش شمال فيتنام، وأنها لم تغير فيها شيئًا أبدًا، كما أنها آمنت بأن الولايات المتحدة ما كان يجب لها أن ترسل جنودها إلى فيتنام، بل كان الأوجب أن تتركها تحل مشاكلها بنفسها.

## السنوات اللَّاحقة
في عام 1975م، وبعد نهاية الحرب، انتقلت نْجُو مع زوجها إلى مدينة هو تشي مِنْ. وعُرِضَت عليها وظيفة في تلفاز هو تشي مِنْ، ولكنها فضَّلَت البقاء في بيتها والاعتناء بزوجها الذي كان يعاني من سكتة دماغيّة. وتوفِّيَت في مدينة هو تشي مِنْ بتاريخ 30 أيلول من سنة 2016م عن عمر ناهَز الـ85 عامًا.

## أُنظر أيضًا
- زهرة طوكيو
- الجوهرة الشرقية
- لورد هاو هاو
- بيونغ يانغ سالي
- ريتا زوكا
- آنا واليس سو
- الأخت ماري

## روابط خارجية
- مقطع صوتي مسجل لافتتاحية إحدى عروض هانوي هانا.
- مجموعة من المقاطع الصوتية المقتطعة من برامج هانوي هانا، تُظْهِر مجموعة من الاقتباسات التي اشتهرت بها.
- فيديو مصور لمجموعة من الجنود الأمريكيين السابقين الذين شاركوا في حرب فيتنام، يروون فيه الاستماع لهانا أثناء الحرب.
- مقابلة مصورة لهانا باللغة الإنجليزية بعد سنوات من انتهاء الحرب.